# Bojná
Bojná (Hongaars: Nyitrabajna) is een Slowaakse gemeente in de regio Nitra, en maakt deel uit van het district Topoľčany.
Bojná telt 2.039 inwoners.